# Kanin (poloostrov)
Kanin (rusky Полуостров Канин) je poloostrov v Něneckém autonomním okruhu na severu evropské části Ruska, který má rozlohu 10 500 km². Ze západu ho omývá Bílé moře a z východu Čošský záliv Barentsova moře. Poloostrov je protáhlý v severojižním směru v délce téměř 300 kilometrů, severní část je výrazně rozšířená, nachází se na ní hřeben Kanin Kameň, dosahující maximální nadmořské výšky 242 metrů. Zbytek poloostrova pokrývá rovinatá močálovitá nebo písčitá tundra. Faunu Kaninu tvoří převážně sob polární a liška polární, v okolním moři žijí běluhy. Klima je subpolární.
Nejsevernějším bodem je mys Kanin nos. Na jihu odděluje Kanin od pevniny řeka Čoša, nachází se zde úzká šíje, přes kterou Pomorové v minulosti přetahovali po souši své koče, aby si zkrátili cestu z Bílého do Barentsova moře. Předpokládá se, že Kanin byl v minulosti ostrovem, který nánosy písku před zhruba deseti tisíci lety postupně spojily s pevninou, čímž se Golfský proud odklonil k severu.
Kanin je obydlen velmi řídce, převažují Něnci, zabývající se pastevectvím sobů a lovem divoké zvěře. Žijí ve vesnicích Něs, Šojna a Kanin Nos, v lokalitě Čiža se nachází armádní raketový polygon. Něnci jsou původními obyvateli, Rusové (Pomorové) do oblasti pronikali až od 18. století.
Na poloostrově je mnoho mělkých řek. Do Bílého moře ústí Somža, Haze, Nes, Šojna, Mesna a Mezčina. Do Barentsova moře ústí Moskvina, Krestovaja, Makovaja, Kambalnica, Rybnaja, Pesčanka, Žemčužnaja, Dvojnik, Gubistaja, Češa a Vižas.

Na mysu Kanin nos stojí maják Kanin nos a stejnojmenná meteorologická stanice založené v roce 1915.

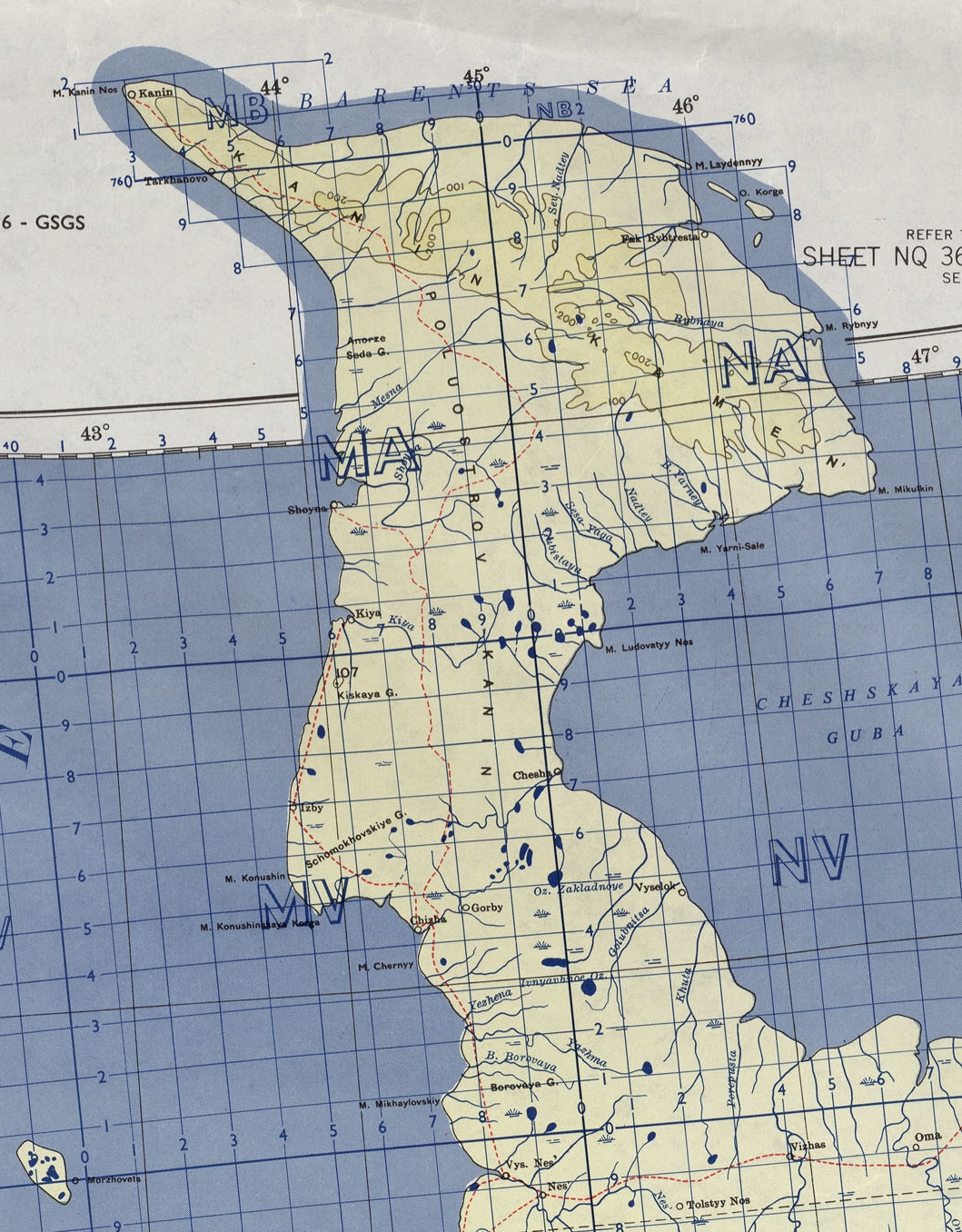
Mapa poloostrova